# 여주제일고등학교
여주제일고등학교(驪州第一高等學校)는 대한민국 경기도 여주시 가남읍 심석리에 있는 사립 고등학교이다.

## 학교 연혁
- 1968년 12월 3일 : 신성상업고등학교 설립인가 (설립자 겸 이사장 김연수 박사)
- 1968년 12월 3일 : 초대 교장 이경구 선생 취임
- 1969년 3월 1일 : 신성상업고등학교 개교
- 1977년 6월 10일 : 여주상업고등학교로 교명 변경
- 1986년 2월 7일 : 산업체 특별학급 개설인가
- 1990년 4월 10일 : 학교도서관 준공
- 1999년 3월 1일 : 여주정보산업고등학교로 교명 변경
- 2002년 10월 26일 : 신관 및 다목적교실(수산관) 개관
- 2003년 3월 1일 : 여주제일고등학교로 교명 변경
- 2003년 5월 24일 : 도서관(소천관) 준공
- 2008년 12월 19일 : 특수 1학급 인가
- 2009년 6월 8일 : 학칙 변경(보통과, 세무행정과)
- 2009년 7월 20일 : 교과부지정 교과교실 C형 선정
- 2009년 12월 23일 : 기숙사(수산학사) 준공
- 2012년 11월 9일 : 인조잔디구장 준공(축구장, 농구장, 테니스장, 족구장)
- 2015년 6월 10일 : 급식소 2층 증축
- 2015년 9월 12일 : 제4대 김영민 이사장 취임
- 2020년 3월 1일 : 제16대 교장 서형택 선생 취임
- 2024년 1월 5일 : 제52회 졸업식(133명) 졸업생 총 12,300명
- 2024년 3월 4일 : 입학식(보통과 101명, 비즈니스콘텐츠과 39명)

## 설치 학과
- 7차일반
- 비즈니스콘텐츠과
- 세무행정과

## 참고 자료
- 여주제일고등학교 - 한국교육학술정보원 학교알리미